# Aeropuerto de Zvishavane
Zvishavane Airport (ICAO: FVSH) es un aeropuerto privado en Zvishavane, Zimbabue.